# 小行星6581
小行星6581（英語：6581 Sobers）是一颗围绕太阳公转的小行星。1981年9月22日，安東寧·姆爾科斯在克列特发现了此天体。
这颗小行星的绝对星等为357.72426等。